# Carlos García Pierna
Carlos García Pierna (Tres Cantos, 23 de julio de 1999) es un ciclista español que compite con el equipo Burgos Burpellet BH.
Es hijo del exciclista Félix García Casas y hermano del también ciclista profesional Raúl García Pierna.

## Trayectoria
Debutó como profesional en 2021 con el Equipo Kern Pharma, donde militó hasta 2024.
En septiembre de 2024 se anunció su fichaje por el equipo Burgos-BH.

## Palmarés
- No ha conseguido victorias en profesionales.

## Equipos
- Equipo Kern Pharma (2021-2024)
- Burgos Burpellet BH (2025-)